# Eugenia livida
Eugenia livida är en myrtenväxtart som beskrevs av Otto Karl Berg. Eugenia livida ingår i släktet Eugenia och familjen myrtenväxter. Inga underarter finns listade i Catalogue of Life.